# 吳漢章 (企業家)
吳漢章（1974年—），現任華碩雲端總經理並兼任華碩健康總經理。

## 簡歷
吳漢章畢業於臺灣大學電機系並取得博士學位，同時也攻讀臺灣大學 EMBA 課程；總共發表超過 20 則國際期刊及論文，並擁有多個發行且正在申請的專利。
吳漢章於 2008 年加入了華碩電腦集團，擔任華碩雲端股份有限公司CEO 一職。

## 外部連結
- 【軟體出英雄】 華碩雲端總經理吳漢章──站上軟硬整合第一線 （页面存档备份，存于）
- 舊人才要上雲端，新人才要多元化 （页面存档备份，存于）